# Sistema di trasmissione dei messaggi finanziari
SPFS (in russo Система передачи финансовых сообщений?, letteralmente "sistema di trasmissione dei messaggi finanziari") è un sistema per transazioni finanziarie sviluppato dalla Banca centrale della Federazione Russa ed equivalente al sistema internazionale SWIFT. Lo sviluppo del sistema è stato avviato nel 2014, quando gli Stati Uniti hanno minacciato di espellere la Russia dal sistema SWIFT in seguito all'invasione della Crimea.
La prima transazione sul sistema SPFS tra istituzioni non bancarie è stata effettuata nel dicembre 2017. Rispetto allo SWIFT l'SPFS presenta costi più alti per le transazioni e funziona solamente in Russia. Vi sono comunque dei piani per integrarlo nel sistema cinese CIPS.
Il governo russo ha intenzione di espandere l'utilizzo del sistema in altri paesi. Al 2019 sono stati siglati accordi per collegare l'SPFS con altri sistemi di pagamento in Cina, India, Iran e alcuni paesi dell'Unione economica eurasiatica, tuttavia alla fine del 2020 solo 23 banche estere da Armenia, Bielorussia, Germania, Kazakistan, Kirghizistan e Svizzera erano collegate alla rete.